# Martin Campbell
Martin Campbell (sinh ngày 24 tháng 10 năm 1943) là một đạo diễn điện ảnh và truyền hình người New Zealand có cơ sở tại Anh Quốc. Ông nổi tiếng nhất nhờ chỉ đạo loạt mini-sêri được đánh giá cao của Anh Edge of Darkness (1985) (giúp ông giành giải BAFTA) và hai tác phẩm trong loạt James Bond là GoldenEye (1995) và Sòng bạc hoàng gia (2006). Ông còn đạo diễn các bộ phim như The Mask of Zorro (1998), The Legend of Zorro (2005), Green Lantern (2011) và Kẻ ngoại tộc (2017).

## Danh sách phim

### Điện ảnh
- The Sex Thief (1973)
- Three for All (1975)
- Eskimo Nell (1975)
- Intimate Games (1976, Uncredited)
- Criminal Law (1988)
- Defenseless (1991)
- No Escape (1994)
- GoldenEye (1995)
- The Mask of Zorro (1998)
- Vertical Limit (2000)
- Beyond Borders (2003)
- The Legend of Zorro (2005)
- Sòng bạc hoàng gia (2006)
- Edge of Darkness (2010)
- Green Lantern (2011)
- Kẻ ngoại tộc (2017)

### Truyền hình
- The Professionals (1978–1980; 5 tập)
- Minder (1980; 2 tập)
- Shoestring (1980; 1 tập)
- Reilly: The Ace of Spies (1983; 5 tập)
- Charlie (mini-sêri 4 phần 1984)
- Edge of Darkness (1985; mini-sêri 6 phần)
- Screen Two (1986; 1 tập "Frankie and Johnnie")
- Cast a Deadly Spell (1991)
- Homicide: Life On The Street (1993; 1 tập Three Men and Adena)
- 10-8: Officers on Duty (2003; 1 tập)
- Last Resort (2012; 1 tập)